# Elías Mar
Elías Mar (22 de julio de 1924 - 23 de mayo de 2007) fue un escritor islandés. Sus obras muestran facetas de la ciudad de Reikiavik que no eran comúnmente retratadas en la literatura de su época e incluyen de forma más abierta a personajes bebiendo alcohol, teniendo relaciones sexuales e insultando. También es conocido por retratar a la ciudad durante la Segunda Guerra Mundial y el periodo de la posguerra.

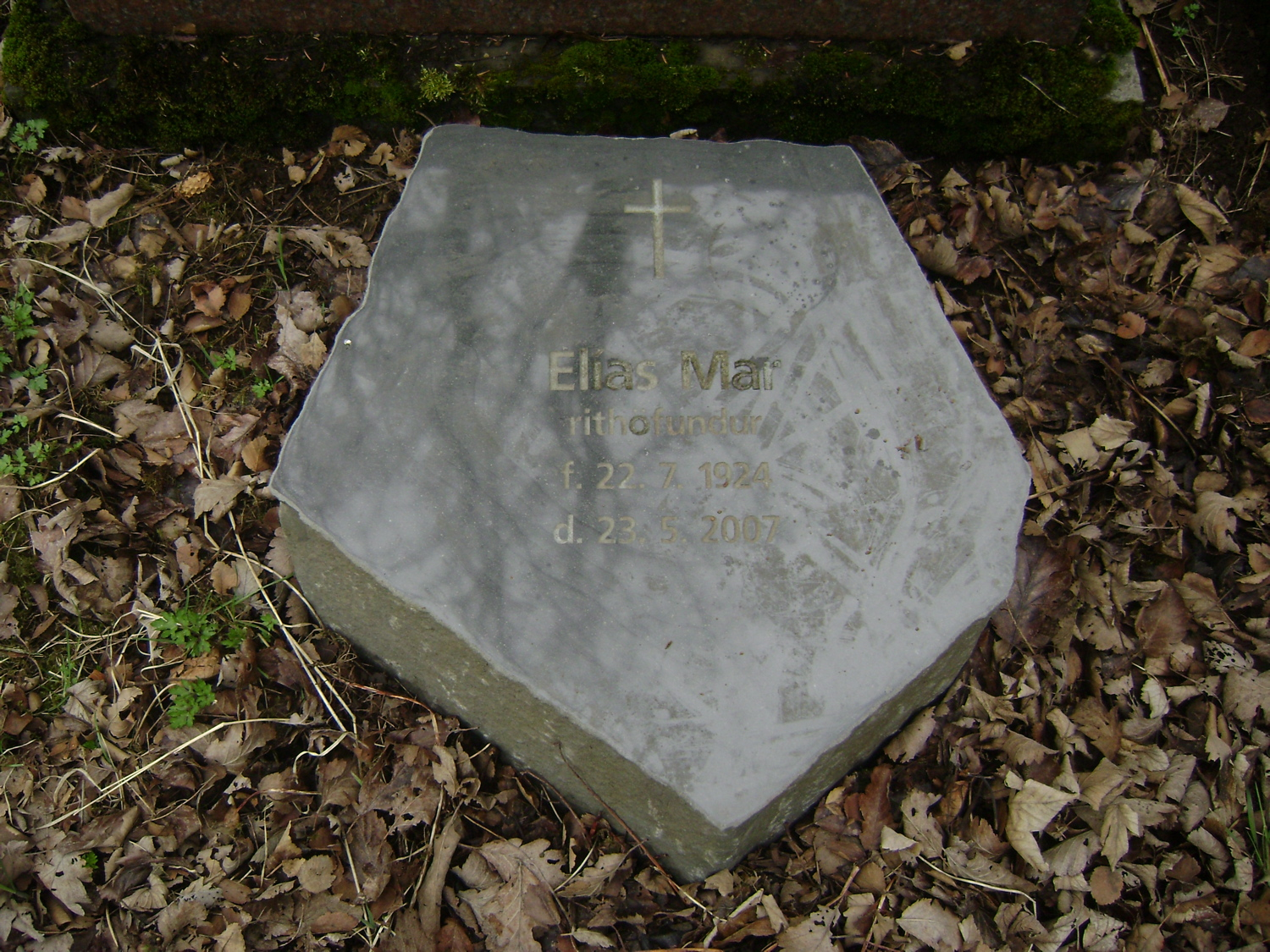
Tumba de Elías Mar en el cementerio Hólavallagarður.

## Biografía

### Inicios literarios
Mar estaba interesado en la escritura desde corta edad y a los quince años empezó a escribir una serie de diarios en que incluía información sobre libros que estuviera leyendo, las películas que veía y sus experiencias diarias. Hacia 1944, cuando contaba con 20 años, había completado quince volúmenes de estos escritos y su finalidad pasó de ser una forma de conservar sus pensamientos a dar una mirada al «desarrollo y métodos de trabajo de un aspirante a poeta y escritor en la Islandia del siglo XX». En octubre de ese año, empezó a escribir otro cuaderno personal que tituló «Skálda», donde empezó a escribir sobre los escritores que conocía y su propio proceso literario. También menciona el gran interés que tenía hacia la escritura de Halldór Laxness.
Mar era bisexual y aunque el tema cobró mayor importancia en su literatura con el paso de los años, sus obras tempranas muestran rasgos de homoerotismo, como se puede comprobar en dos cuentos no publicados que escribió en 1941 y 1943, respectivamente, y que muestran a un protagonista que se halla fascinado por hombres desconocidos a los que deciden seguir. El conflicto que le producía su identidad sexual también se muestra en el poema «Sálrænt kvæð», escrito en abril de 1943 y que incluye los versos:

¿Soy un hombre o una mujer?
¿Puedo vivir como un hombre?
¿Hay alguien a quien le importe o que juzgue?
¿Tiene sentido tener estos pensamientos?

El primer escrito en que habla directamente de su atracción por otros hombres fue el cuento no publicado «Þrjú sendibréf», escrito en 1945 y en el que tres personas envían cartas amorosas en los años 1945, 2945 y 3945. La última de ellas es escrita por un personaje que también tiene el nombre Elías Mar y es dirigida a un hombre llamado X (el autor de la segunda carta) en la que le dice: «No sé si me crees, pero no he podido dormir en toda la noche por estar pensado constantemente en ti. Casi no puedo perdonarme, pero me encuentro sobrecogido por tu belleza, que me ha impresionado tanto que no puedo pensar en nada más».

### Primeras novelas
Las primeras novelas de Mar tienen como temática central el rechazo de sus protagonistas a las ideas de masculinidad tradicional mantenidas por sus padres. En un artículo de la revista Birting publicado en 1954, Mar afirmó que, de acuerdo a él, fue la «excesiva adoración de la masculinidad» lo que durante la primera mitad del siglo XX había llevado a las sociedades occidentales a las guerras, el extremismo religioso y el capitalismo.
Desde los 14 años, Mar empezó a escribir la historia que eventualmente se convertiría en la novela Man eg þig löngum y cuyo protagonista mostraba muchas características autobiográficas, aunque el mismo tuvo algunas variaciones con el pasar de los años. Para octubre de 1845, Mar llevaba un ritmo de escritura de tres páginas diarias, aunque antes de escribir Man eg þig löngum decidió escribir otra novela para poder conseguir dinero y poder volver luego a su proyecto original.
Eftir örstuttan leik, su primera novela, fue publicada en 1946. La trama sigue en primera persona la historia de Þórhall, un veinteañero conocido como Bubba que vive en Reikiaviq y que sufre una crisis existencial. Varios de los problemas de Bubba se originan por sus relaciones con mujeres, así como por su rechazo a convertirse en el hombre burgués que se espera de él. De acuerdo al autor, entre las influencias del libro se encontraba la novela Vefarinn mikli frá Kasmír (1927), de Halldór Laxness, mientras que otros han hallado similitudes con La náusea (1938), de Jean-Paul Sartre. Eftir örstuttan leik fue un éxito crítico y posicionó a Mar en la escena literaria islandesa. Con el dinero que le trajo el libro, Mar pudo emprender un viaje por Escandinavia durante el año siguiente.
Según reveló años después, durante su paso por Copenhagen, Mar tuvo lo que podría haber sido su primera experiencia sexual con otro hombre, aunque no escribió sobre ello en sus diarios.
En 1949 publicó su segunda novela, y que había sido su proyecto original de escritura, Man eg þig löngum. Aunque esta obra está escrita en tercera persona y tiene un estilo diferente, sigue una temática similar a Eftir örstuttan leik. Halldór, el protagonista de la novela, es un joven amante de la lectura que proviene de una aldea de pescadores y cuyos padres aceptan que jamás seguirá sus pasos, por lo que lo envían a estudiar gramática a la capital. Durante su tiempo en Reikiaviq, Halldór debe enfrentarse contra la vergüenza interna que siente al percibirse diferente y no cumplir las expectativas de su familia y de la sociedad. Eventualmente, queda en la calle sin dinero.

### Auge literario
Luego de finalizar Man eg þig löngum, Mar recibió una subvención del Concejo Educativo para viajar a realizar estudios en el extranjero, por lo que aplicó al University College de Londres. Mientras esperaba la respuesta inició un segundo viaje por Escandinavia y durante su estadía en Finlandia escribió el manuscrito de su novela Vögguvísa. En noviembre de 1948 llegó a Londres pero debido a problemas económicos tuvo que dejar los estudios. Durante su estadía en la ciudad, Mar empezó a explorar más su sexualidad y comenzó a salir con hombres. Algunos de estos encuentros aparecen en sus diarios, aunque en general Mar los dejó inconclusos debido al peligro de dejar pruebas escritas de sus relaciones en tiempos en que la homosexualidad seguía siendo un delito.
Mar regresó a Islandia durante el verano de 1950 y publicó dos libros: la colección de cuentos Gamalt fólk og nýtt y la novela Vögguvísa, en la que también explora el tema de la masculinidad, con un protagonista de 14 años llamado Bambino que intenta ganar popularidad entre los chicos de su edad mientras se rebela contra los valores tradicionales de su padre. Esta novela se convirtió eventualmente en la obra más conocida de su carrera literia.
En agosto de 1950, Mar escribió un artículo para la revista Líf og list titulado «Un episodio desde el imperio de Londres» en que llamó a aceptar la diversidad de la humanidad, incluyendo a los drogadictos, las prostitutas, los mendigos, las personas transexuales y al «amor que no osa decir su nombre». Este texto marcó un hito al ser la primera vez que una persona LGBT islandesa publicaba un texto en que hablaba de forma positiva sobre la homosexualidad. El artículo ha sido además considerado como una especie de manifiesto artístico de Mar, en que habla del respeto que un escritor debe sentir hacia las personas que retrata y de la importancia de que la escritura se enfoque en los grupos marginados que han sido olvidados por la sociedad.
En 1951, Mar empezó a visitar el café bohemio conocido como Laugavegur 11, donde se reunía con otros escritores y artistas LGBT y donde tenían conversaciones sobre arte, literatura y política.
En 1960 publicó el cuento «Saman lagt spott og speki», considerado la obra literaria islandesa más antigua en tratar abiertamente la homosexualidad.

## Obras

### Novelas
- Eftir örstuttan leik (1946)
- Man eg þig löngum (1949)
- Vögguvísa (1950)
- Sóleyjarsaga (1954 y 1959)

### Cuentos
- Gamalt fólk og nýtt (1950)
- Saman lagt spott og speki (1960), publicación individual
- Það var nú þá (1985)

### Poesías
- Ljóð á trylltri öld (1951)
- Speglun (1977)
- Hinum megin við sólskinið (1990)
- Mararbárur: úrval ljóða 1946-1998 (1999)